# José Antonio Viera-Gallo
José Antonio César Bernardo del Carmen Viera-Gallo Quesney (Santiago, 2 de diciembre de 1943) es un abogado, académico y político chileno, embajador en Argentina entre 2015 y 2018 y desde 2023; fue ministro secretario general de Gobierno del primer mandato de la presidenta Michelle Bachelet (2007-2010) y miembro del Tribunal Constitucional de su país desde 2010 hasta 2013.
Anteriormente entre 1970 y 1972 se desempeñó como subsecretario de Justicia de Salvador Allende, luego en el año 1990 resultó elegido diputado por el distrito 44 (periodo 1990-1994) siendo reelegido en el siguiente periodo (1994-1998). Durante ese período ejerció como presidente de la Cámara de Diputados (hasta 1993). Tras dejar la Cámara de Diputados, se presentó como senador por la Región del Biobío, resultando electo para el periodo 1998-2006.

## Primeros años de vida
Hijo de José Viera-Gallo Baraona (nieto de Antonio Viera Gallo; primo segundo de Pablo Baraona y otros) y Josefina Quesney Besa. Es primo hermano de la actriz Claudia di Girolamo. Cursó la enseñanza primaria y secundaria en colegios de diversos países —estudió en Buenos Aires, Argentina; República Dominicana; Perú; Portugal; Francia—, debido a que su padre fue miembro del cuerpo diplomático; egresó del Colegio del Verbo Divino de Santiago de Chile y obtuvo el título de bachiller en 1960. Luego ingresó a la Escuela de Derecho de la Pontificia Universidad Católica de Chile, que finalizó en 1965; se recibió de abogado tres años más tarde. En 1966 hizo un posgrado en Ciencias Políticas, durante dos años, en el Instituto Latinoamericano de Doctrina y Estudios Sociales (Ilades, actual Universidad Alberto Hurtado). Domina el italiano, inglés, francés y portugués.

### Matrimonio y descendencia
Se casó con María Teresa Chadwick Piñera (n. 1948) en 1971. María Teresa, conocida como la «Té», es la segunda de las hijas del matrimonio de Herman Chadwick Valdés y Paulette Piñera Carvallo, hermana por tanto de Herman y Andrés Chadwick Piñera, y por tanto miembro de la familia Chadwick. Ambos se conocieron en la Universidad Católica de Chile, donde este le hacía clases en la carrera de Sociología. Con María Teresa —quien fue secretaria ejecutiva del desaparecido Consejo Nacional para el Control de Estupefacientes (CONACE)— tiene tres hijas: Manuela Viera-Gallo, artista plástica; María José Viera-Gallo, escritora; y Teresa Viera-Gallo, artista audiovisual que estuvo casada con el conocido actor, comediante y dibujante Rodrigo Salinas.
Fue profesor de Teoría Política en la Católica e investigador de Ilades y del Centro de Estudios de la Realidad Nacional (Ceren).

## Carrera política

### Gobierno de la Unidad Popular
Luego de un breve paso por el Partido Conservador, comenzó a militar en el Movimiento de Acción Popular Unitaria (MAPU), sin haber pasado por la Juventud Demócrata Cristiana, como la mayoría de jóvenes de su edad. María Teresa Chadwick Piñera, también comenzó a militar en el MAPU, como él. En 1970, y con solo 24 años, el mismo día de haber regresado de su luna de miel a su nuevo departamento obsequiado por su suegro, Herman Chadwick Valdés, ubicada en la calle Presidente Errázuriz, junto al Colegio del Verbo Divino y la avenida Américo Vespucio, recibió una llamada telefónica del presidente Salvador Allende para asignarle la subsecretaría de Justicia, un importante cargo del nuevo gobierno de la Unidad Popular.
En las elecciones parlamentarias de marzo de 1973 fue candidato a diputado por el Primer Distrito de Santiago en representación del MAPU, pero no salió elegido.

### Dictadura militar y exilio en Italia
Tras el golpe de Estado en Chile de 1973 que derrocó al presidente socialista Salvador Allende, Viera-Gallo apareció en los medios como uno de los dirigentes de la Unidad Popular más buscados por la dictadura cívico militar encabezada por Augusto Pinochet. Una empleada de su suegra, Paulette Piñera Carvallo, lo delató a un cura de la parroquia Santa Elena, ubicada en la misma calle de su casa y del Colegio del Verbo Divino en Las Condes. Pese a sus diferencias políticas, sus cuñados Herman Chadwick Piñera y María Larraín Herrera, alias «la Manene», lo llevaron disfrazado al departamento de otro sacerdote en los suburbios al sur de Santiago.
En enero de 1974 partió con su familia al exilio. Eligieron irse a Italia, ya que José Antonio conocía Europa. Gracias a las gestiones de su tío político, el obispo Bernardino Piñera Carvallo, fueron recibidos en un convento de los Aulatos.
Durante los dos primeros años en Italia, trabajó en el Centro de Investigación Ecuménico de las Iglesias para el Tercer Mundo (IDOC), creado durante el Concilio Vaticano II, gracias a una beca de la Fundación Ford. Posteriormente, se dedicó a hacer consultorías en organismos internacionales como la FAO, la Unesco y el Consejo Mundial de Iglesias (CMI). Allí fue además uno de los fundadores, junto con Bernardo Leighton, Julio Silva Solar y Esteban Tomic, de la revista Chile-América editada en Roma, e integró el Consejo Directivo de HUIRIDOCS (Sistema de Información y Documentación sobre Derechos Humanos, con sede en Oslo, Noruega).[cita requerida]

### Retorno a la democracia
Tras su retorno a Chile fue dirigente del Partido por la Democracia y del Partido Socialista, director del Centro de Estudios Sociales (CESOC), miembro del directorio de la Universidad de Concepción por dos períodos (1983 y 2001) y del Comité Central del Partido Socialista. Participó como representante de la Concertación de Partidos por la Democracia en la Comisión Técnica de Reformas Constitucionales. 
Fue diputado por los períodos legislativos 1990-1994 y 1994-1998, presidente de la Cámara entre el 11 de marzo de 1990 al 21 de julio de 1993. Allí trabajó en las comisiones permanentes de Régimen Interno, de Constitución, Legislación y Justicia y en la de Defensa; fue jefe de la bancada socialista, desde donde abogó por el desmedido incremento de las dietas parlamentarias bajo el pretexto de "evitar la corrupción".
En 1998 fue elegido al Senado por la Circunscripción Nº12, Octava Región Norte, Concepción; allí fue miembro de las comisiones de Constitución, Legislación Justicia y Reglamento; de Salud, y de Derechos Humanos, Nacionalidad y Ciudadanía, que presidió. En las elecciones internas del Partido Socialista para definir en 2004 el candidato a senador por esa circunscripción fue derrotado por el entonces diputado Alejandro Navarro Brain, quien, luego de ganar las parlamentarias al año siguiente, ocupó su escaño.
Fue director de la AFP Provida en 2006 y el mismo año creó la Corporación ProyectAmérica, un think tank que se define como "un centro de diálogo anclado en la sociedad civil, dedicado al debate y difusión de ideas sobre el desarrollo de Chile y América Latina, la calidad de su política y las modalidades de su inserción en el mundo global".
El 27 de marzo de 2007 asumió como ministro secretario general de la Presidencia de Michelle Bachelet, en reemplazo de Paulina Veloso; en julio de aquel año Bachelet lo nombró, además, encargado del equipo asesor de Seguridad Ciudadana. Viera-Gallo renunció como ministro el 10 de marzo de 2010, un día antes de que la presidenta dejara La Moneda. Bachelet lo designó miembro del Tribunal Constitucional, por lo que tuvo que renunciar temporalmente a su militancia en el Partido Socialista partir del 11 de marzo de ese año.
Entre 2011 y 2015 fue profesor de Derecho Parlamentario en la Facultad de Derecho de la Universidad de Chile.
En 2013, después de cumplidos sus tres años como miembro del Supremo, asumió como presidente de Chile Transparente.
El 22 de junio de 2015, fue nombrado embajador de Chile en Argentina en reemplazo de Marcelo Díaz, durante el segundo gobierno de la presidenta Michelle Bachelet.
Desde 2018 es profesor de Derecho Público de la Universidad Alberto Hurtado.
En noviembre de 2023, el gobierno de Gabriel Boric confirmó a Viera-Gallo nuevamente como embajador de Chile en Argentina, sucediendo a la renunciada Bárbara Figueroa.

## Obra escrita
- 1970: Investigaciones para un estudio de la revolución en América Latina (con Hernán Sáez Iglesias; Editorial Jurídica de Chile)
- 1989: Chile: Un nuevo camino (CESOC)
- 1993: La fuerza de las ideas (CESOC)
- 1997: La pausa de la razón: reflexiones de fin de siglo (Ed. Universidad de Concepción)
- 1998: 11 de septiembre: testimonio, recuerdos y una reflexión actual (CESOC)
- 2000: Se abre la sesión: debates parlamentarios (CESOC)
- 2013: El compromiso (El Mercurio / Aguilar)

## Premios
- 2012: Premio Scopus, distinción entregada por la Universidad Hebrea de Jerusalén.[4][5]

### Condecoraciones extranjeras
- Gran Cruz de la Orden del Infante Don Enrique ( Portugal, 9 de julio de 1993),.[6]

- Gran Cruz de la Orden de la Cruz del Sur ( Brasil, 1993).

## Historial electoral

### Elecciones parlamentarias de 1973
- Elecciones parlamentarias de 1973 - Diputados para la 7° Agrupación Departamental (Primer Distrito Metropolitano - Santiago)

### Elecciones parlamentarias de 1989
- Elecciones Parlamentarias de 1989 a Diputados por el distrito 44 (Concepción)[7]

### Elecciones parlamentarias de 1993
- Elecciones Parlamentarias de 1993 a Diputados por el distrito 44 (Concepción)[8]

### Elecciones parlamentarias de 1997
- Elecciones Parlamentarias de 1997 a Senador para la Circunscripción 12 (Biobío Costa)[9]